# جميل يعقوب وهبة
جميل يعقوب وهبة (1897–1971) هو سياسي فلسطيني، ولد في مدينة القدس، تعلم في المدرسة الصلاحية ومدرسة روضة المعارف في القدس، ومن ثم التحق بالجيش التركي عام 1916، وفي عام 1936 قامت سلطات الانتداب البريطانية بسجنه بسبب نشاطاته السياسية.

## مناصبه
عمل جميل مدرساً في منطقة بني زيد قضاء رام الله، ومن ثم عمل مدرساً في كلية روضة المعارف في القدس، وأصبح المدير العام لمعهد دار الأيتام الإسلامية في 1925، وساعد وهبة في تأسيس فرقة كشافة، وفرقة موسيقية، ومركز طباعة للمعهد، وفي عام 1955عُين مديراً عاماً للأوقاف الإسلامي في فلسطين، استقال من عمله في بداية الستينات، وعمل في ادارة شركات دار الصناعة العربية والصحافة والإعلان الأردنية ثم عمل في مجال التجارة الحرة.